# Río Ijuez
El río Ijuez (en aragonés: Ixuez) es un río del norte de la península ibérica, afluente del Aragón. Discurre por la provincia aragonesa de Huesca. En su tramo alto se le conoce con el nombre de río Iguácel. Drena una cuenca de 46 km² y tiene una longitud de 15 km.

## Descripción
El río Iguácel nace en las laderas del Bacún, en las estribaciones del macizo de la peña Collarada, a más de dos mil metros de altura. Pasa por el Monasterio de Santa María de Iguácel, y recorre todo el valle de La Garcipollera -cambiando de nombre al de río Ijuez- hasta su desembocadura en el río Aragón por su margen izquierda, a unos 830 m s. n. m., aguas abajo de Castiello de Jaca, cerca de la Ermita de Santa Juliana de Garcipollera.
Hasta finales del siglo XIX, al menos, el río se documentaba también en castellano con el nombre de río Ixuez, según Lucas Mallada (1878).